# Handelsblatt
«Га́ндельсблат», також «Га́ндельсблят» (нім. Handelsblatt, укр. «комерційний аркуш») — щоденна фінансово-економічна ділова газета Німеччини. Виходить з понеділка по п'ятницю.
Handelsblatt видає дюссельдорфська видавнича група «Ферляґсґруппе Гандельсблят» (нім. Verlagsgruppe Handelsblatt), яка належить ТОВ медіакомпанії «Дітер фон Гольцбрінк Медієн» (нім. DvH Medien GmbH).
Газета була заснована 16 травня 1946 року. З 1999 року співпрацює з американським видавництвом «Доу Джонс» (англ. Dow Jones), яке випускає одну з найавторитетніших ділових газет світу «Волл-стріт джорнел» (англ. Wall Street Journal).
На сьогоднішній день «Гандельсблят» є однією з найбільших і впливових ділових газет Німеччини. «Handelsblatt» — найбільше тиражне видання серед усіх німецькомовних ділових газет — у 2018 році наклад складав 127 546 примірників. За межами Німеччини працюють понад 200 редакторів та кореспондентів. Щоденна аудиторія — понад 500 тисяч осіб.